# 石城県 (河北省)
石城県（せきじょう-けん）は中華人民共和国河北省にかつて存在した県。現在の秦皇島市盧竜県一帯に位置する。
618年（武徳元年）、唐朝により現在の唐山市灤州市北西部に平州州治として設置された臨楡県を前身とする。翌年現在の秦皇島市盧竜県に移転している。697年（万歳通天2年）に石城県と改称された。元初に廃止されている。